# غوستاف نيلسون (لاعب كرة قدم)
غوستاف نيلسون (بالسويدية: Gustaf Nilsson)‏ (20 أكتوبر 1922 بالسويد - 1 يناير 2004 في السويد) هو لاعب كرة قدم سويدي في مركز الهجوم. شارك مع منتخب السويد لكرة القدم. أما مع النوادي، فقد لعب مع نادي مالمو وRåå IF ‏.

## وصلات خارجية
- غوستاف نيلسون (لاعب كرة قدم) على موقع اتحاد السويد (السويدية)
- غوستاف نيلسون (لاعب كرة قدم) على موقع ناشيونال فوتبول تيمز (الإنجليزية)